# Acacia robiniae
Acacia robiniae é uma espécie de leguminosa do gênero Acacia, pertencente à família Fabaceae.